# Список глав ЦАР
Список глав Центральноафриканской Республики включает лиц, являвшихся главой государства в Центральноафриканской Республике, включая конституционных президентов, иных республиканских руководителей государства, а также императора Центральноафриканской Империи.
В списке принято выделение периодов в соответствии с официальным наименованием государства. Отчасти это совпадает с принятым в историографии выделением периодов действия конституций (по аналогии с выделением периодов истории Французской Республики):
- Первая республика (фр. La 1re république) — Конституция 26 ноября 1964 года;
- Империя (фр. L'Empire) — Конституция 4 декабря 1976 года;
- Вторая республика (фр. La 2e république) — Конституция 21 сентября 1979 года;
- Третья республика (фр. La 3e république) — Конституция 28 ноября 1986 года;
- Четвёртая республика (фр. La 4e république) — Конституция 14 января 1995 года[3];
- Пятая республика (фр. La 5e république) — Конституция 27 декабря 2004 года[4];
- Шестая республика (фр. La 6e république) — Конституция 14 декабря 2015 года[5][6][комм. 2].

Период до 1964 является исключением из этой традиции, поскольку действовавшая Конституция 16 февраля 1959 года была принята в рамках развития автономии.
В настоящее время государство возглавляет Президент Центральноафриканской Республики (фр. Président de la République centrafricaine).
Применённая в первом столбце таблиц нумерация является условной. Также условным является использование в первых столбцах цветовой заливки, служащей для упрощения восприятия принадлежности лиц к различным политическим силам без необходимости обращения к столбцу, отражающему партийную принадлежность. Также отражён различный характер полномочий главы правительства (например, единый срок нахождения во главе государства Жан-Беделя Бокассы в 1966—1979 годах разделён на периоды, когда он являлся президентом, пожизненным президентом и императором). Последовательные периоды полномочий одного лица (например, две каденции Анж-Феликса Патассе, избранного президентом в 1993 и 1999 годах) не разделены. В столбце «Выборы» отражены состоявшиеся выборные процедуры или иные основания, по которым лицо стало главой государства. Наряду с партийной принадлежностью, в столбце «Партия» также отражён внепартийный (независимый) статус персоналий, а также их принадлежность к вооружённым силам или военизированным организациям, когда они играли самостоятельную политическую роль.

## Центральноафриканская Республика (1960—1976)

Эмблема ДСЭЧА

После провозглашения независимости Центральноафриканской Республики (ЦАР, фр. Republique Centrafricaine, санго Ködörösêse tî Bêafrîka) 13 августа 1960 года обязанности президента стал исполнять действующий председатель правительства Давид Дако (официально принявший президентскую присягу 12 ноября 1960 года). В 1962 году возглавляемое им Движение за социальную эволюцию Чёрной Африки стало единственной легальной партией. В 1964 году Д. Дако одержал победу на безальтернативных выборах, однако 1 января 1966 года был отстранён в результате бескровного переворота, осуществлённого его кузеном, начальником Генерального штаба армии ЦАР полковником Жан-Беделем Бокассой, объявившим себя президентом.
В течение недели были приняты конституционные акты, провозгласившие Бокассу единственным носителем исполнительной власти и давшие ему право издавать чрезвычайные ордонансы. В последующем он был провозглашён: 2 марта 1972 года пожизненным президентом, 19 мая 1974 года — маршалом, а 4 декабря 1976 года — императором. В сентябре 1976 года он принял ислам и имя Салах-ад-дин Ахмед Бокасса (араб.  صلاح الدين أحمد بوكاسا‎, фр. Salah Eddine Ahmed Bokassa), однако уже в декабре, в преддверии коронации, вернулся в католицизм.
|           | Портрет        | Имя (годы жизни) | Полномочия      | Полномочия     | Партия                                        | Выборы                                    | Должность                                     | Пр.           |
| Начало    | Портрет        | Имя (годы жизни) | Окончание       |                | Партия                                        | Выборы                                    | Должность                                     | Пр.           |
| --------- | -------------- | --- | --------------- | -------------- | --------------------------------------------- | ----------------------------------------- | --------------------------------------------- | ------------- |
| 1 (I—III) |                | Давид Дако (1930—2003) фр. David Dacko                                                                                          | 14 августа 1960 | 12 ноября 1960 | Движение за социальную эволюцию Чёрной Африки | [ комм. 3 ]                               | временный президент фр. Président par intérim | [ 10 ] [ 13 ] |
| 1 (I—III) | 12 ноября 1960 | Давид Дако (1930—2003) фр. David Dacko                                                                                          | 1 января 1966   | [ комм. 5 ]    | Движение за социальную эволюцию Чёрной Африки | президент фр. Président                   |                                               | [ 10 ] [ 13 ] |
| 1 (I—III) | 12 ноября 1960 | Давид Дако (1930—2003) фр. David Dacko                                                                                          | 1 января 1966   | 1964           | Движение за социальную эволюцию Чёрной Африки | президент фр. Président                   |                                               | [ 10 ] [ 13 ] |
| 2 (I—II)  |                | Жан-Бедель Бокасса (1921—1996) фр. Jean-Bédel Bokassa урожд. Жан-Баптист де Ласаль Бокасса фр. Jean-Baptiste de Lasalle Bokassa | 1 января 1966   | 2 марта 1972   | Движение за социальную эволюцию Чёрной Африки | президент фр. Président                   | [ комм. 6 ]                                   | [ 11 ] [ 14 ] |
| 2 (I—II)  | 2 марта 1972   | Жан-Бедель Бокасса (1921—1996) фр. Jean-Bédel Bokassa урожд. Жан-Баптист де Ласаль Бокасса фр. Jean-Baptiste de Lasalle Bokassa | 4 декабря 1976  | [ комм. 8 ]    | Движение за социальную эволюцию Чёрной Африки | пожизненный президент фр. Président à vie |                                               | [ 11 ] [ 14 ] |

## Центральноафриканская Империя (1976—1979)

Императорский штандарт Бокассы I

4 декабря 1976 года, на чрезвычайном съезде Движения за социальную эволюцию Чёрной Африки (ДСЭЧА), республика была провозглашена Центральноафриканской Империей, а президент — императором с титулом: Император Центральной Африки, волей центральноафриканского народа, объединённого в национальную политическую партию, ДСЭЧА (фр. Empereur de Centrafrique par la volonté du peuple Centrafricain, uni au sein du parti politique national, le MESAN). Спустя год, 4 декабря 1977 года, состоялась коронация Бокассы I, прообразом которой послужила коронация Наполеона I. Монархическая конституция устанавливала, что «верховная власть принадлежит нации, воплощённой в императоре». Монархия провозглашалась наследственной, передаваемой по нисходящей мужской линии.
20 сентября 1979 года, во время отсутствия императора, находившегося с визитом в Ливии, отряд французских парашютистов высадился в Банги и, не встретив сопротивления, установил контроль над ключевыми объектами. Прибывший с ними экс-президент Давид Дако объявил о восстановлении республики и своих полномочий как её президента. Все имущество императорской семьи было конфисковано, а сам монарх нашёл убежище в Береге Слоновой Кости.
|         | Портрет | Имя (годы жизни) | Полномочия     | Полномочия       | Партия                                        | Титул                  | Пр.           |
| Начало  | Портрет | Имя (годы жизни) | Окончание      |                  | Партия                                        | Титул                  | Пр.           |
| ------- | ------- | --- | -------------- | ---------------- | --------------------------------------------- | ---------------------- | ------------- |
| 2 (III) |         | Бокасса I (1921—1996) фр. Bokassa I до коронации Жан-Бедель Бокасса фр. Jean-Bédel Bokassa урожд. Жан-Баптист де Ласаль Бокасса фр. Jean-Baptiste de Lasalle Bokassa | 4 декабря 1976 | 20 сентября 1979 | Движение за социальную эволюцию Чёрной Африки | император фр. Empereur | [ 11 ] [ 14 ] |

## Центральноафриканская Республика (с 1979)

Зоны контроля различных сил

20 сентября 1979 года, во время отсутствия императора, находившегося с визитом в Ливии, отряд французских парашютистов высадился в Банги. Прибывший с ними экс-президент Давид Дако объявил о восстановлении Центральноафриканской Республики (ЦАР, фр. Republique Centrafricaine, санго Ködörösêse tî Bêafrîka) и своих полномочий как её президента. 24 ноября 1979 года он распустил Движение за социальную эволюцию Чёрной Африки (членами которой являлось всё взрослое население страны), однако 1 марта 1981 года созвал конгресс, на котором было провозглашено создание (на базе распущенной) новой единой партии — Центральноафриканского демократического союза.
1 сентября 1981 года начальник Генерального штаба армии ЦАР бригадный генерал Андре Колингба совершил государственный переворот, возглавив Военный комитет национального возрождения (ВКНВ). На следующий день Центральноафриканский демократический союз был запрещён. А. Кобингба распустил ВКНВ 21 сентября 1985 года, провозгласив себя «главой государства и президентом». На прошедшем 21 ноября 1986 года референдуме одновременно с одобрением новой конституции А. Кобингбе на 6-летний срок были предоставлены полномочия президента страны. 6 февраля 1987 года он объявил о создании новой единой партии — Центральноафриканского демократического собрания. Разрешив в 1992 году проведение многопартийных выборов президента и парламента, он не признал их результаты. Повторные выборы в 1993 году также принесли победу оппозиции, новым президентом 22 октября 1993 года стал Анж-Феликс Патассе, лидер Движения за освобождение центральноафриканского народа.
После неудачной попытки переворота в мае 2001 года армия ЦАР оказалась разделена на сторонников президента и сторонников отстранённого с поста начальника Генерального штаба генерала Франсуа Бозизе, обвинённого в его организации. Сторонники Ф. Бозизе 15 марта 2003 года заняли столицу (во время поездки президента в Нигер на саммит глав государств Сахеля) и провозгласили создание Военного комитета национального спасения. В 2004 году начался многолетний вооружённый конфликт правительства с многочисленными повстанческими группами, временно остановленный в 2007 году, но разгоревшийся с новой силой в 2012 году (часто представляемый как конфликт между мусульманской и христианской общинами страны). В результате 24 марта 2013 года мусульманская коалиция «Селека» захватила столицу, а её лидер Мишель Джотодия объявил себя новым президентом и прекратил действие конституции. 18 июля 2013 года путём аккламации делегатами созванного им Национального переходного собрания (фр. Conseil national de transition) он был утверждён главой государства на переходный 18-месячный период. 10 января 2014 года на проходившем в столице Чада Нджамене саммите Экономического сообщества стран Центральной Африки, посвящённом мерам по восстановлению мира и стабильности в ЦАР, участниками было принято коммюнике об отставке М. Джотодии. До избрания 23 января 2014 года новым переходным главой государства (им стала Катрин Самба-Панза) эти обязанности исполнял президент Национального переходного совета Александр-Фердинан Нгуенде. На состоявшихся (несмотря на продолжающееся вооружённое противостояние различных сил) выборах на рубежах 2015/2016 и 2020/2021 годов победу одержал Фостен-Арканж Туадера.
|            | Портрет                                    | Имя (годы жизни)                                                     | Полномочия       | Полномочия                             | Партия                                                 | Выборы                                                     | Должность | Пр.           |
| Начало     | Портрет                                    | Имя (годы жизни)                                                     | Окончание        |                                        | Партия                                                 | Выборы                                                     | Должность | Пр.           |
| ---------- | ------------------------------------------ | -------------------------------------------------------------------- | ---------------- | -------------------------------------- | ------------------------------------------------------ | ---------------------------------------------------------- | --- | ------------- |
| 1 (II)     |                                            | Давид Дако (1930—2003) фр. David Dacko                               | 20 сентября 1979 | 1 сентября 1981                        | Движение за социальную эволюцию Чёрной Африки          | [ комм. 12 ]                                               | президент фр. Président                                                                                          | [ 10 ] [ 13 ] |
|            | независимый                                | Давид Дако (1930—2003) фр. David Dacko                               | 20 сентября 1979 | 1 сентября 1981                        |                                                        | [ комм. 12 ]                                               | президент фр. Président                                                                                          | [ 10 ] [ 13 ] |
|            | Центральноафриканский демократический союз | Давид Дако (1930—2003) фр. David Dacko                               | 20 сентября 1979 | 1 сентября 1981                        |                                                        | [ комм. 12 ]                                               | президент фр. Président                                                                                          | [ 10 ] [ 13 ] |
| 3 (I—III)  |                                            | Андре-Дьедонне Колингба (1935—2010) фр. André Dieudonné Kolingba     | 1 сентября 1981  | 21 сентября 1985                       | военный                                                | [ комм. 15 ]                                               | президент Военного комитета национального возрождения фр. Président du Comité militaire de redressement national | [ 19 ] [ 27 ] |
| 3 (I—III)  | 21 сентября 1985                           | Андре-Дьедонне Колингба (1935—2010) фр. André Dieudonné Kolingba     | 21 ноября 1986   | [ комм. 16 ]                           | военный                                                | глава государства и президент фр. Chef d'état et Président | | [ 19 ] [ 27 ] |
| 3 (I—III)  | 21 ноября 1986                             | Андре-Дьедонне Колингба (1935—2010) фр. André Dieudonné Kolingba     | 22 октября 1993  | 1986                                   | военный                                                | президент фр. Président                                    | | [ 19 ] [ 27 ] |
|            | 21 ноября 1986                             | Андре-Дьедонне Колингба (1935—2010) фр. André Dieudonné Kolingba     | 22 октября 1993  | 1986                                   | Центральноафриканское демократическое собрание         | президент фр. Président                                    | | [ 19 ] [ 27 ] |
| 4 (I—II)   |                                            | Анж-Феликс Патассе (1937—2011) фр. Ange-Félix Patassé                | 22 октября 1993  | 15 марта 2003                          | Движение за освобождение центральноафриканского народа | президент фр. Président                                    | 1993 | [ 20 ] [ 28 ] |
| 4 (I—II)   | 1999                                       | Анж-Феликс Патассе (1937—2011) фр. Ange-Félix Patassé                | 22 октября 1993  | 15 марта 2003                          | Движение за освобождение центральноафриканского народа |                                                            | | [ 20 ] [ 28 ] |
| 5 (I—III)  |                                            | Франсуа Бозизе Янгувонда (1946—) фр. François Bozizé Yangouvonda     | 15 марта 2003    | 11 июня 2005                           | военный                                                | [ комм. 21 ]                                               | президент Военного комитета национального спасения фр. Président du Comité militaire de salut national           | [ 21 ] [ 29 ] |
|            | 11 июня 2005                               | Франсуа Бозизе Янгувонда (1946—) фр. François Bozizé Yangouvonda     | 24 марта 2013    | независимый                            | 2005                                                   | президент фр. Président                                    | | [ 21 ] [ 29 ] |
|            | 11 июня 2005                               | Франсуа Бозизе Янгувонда (1946—) фр. François Bozizé Yangouvonda     | 24 марта 2013    | Национальная конвергенция «Ква На Ква» | 2011                                                   | президент фр. Président                                    | | [ 21 ] [ 29 ] |
| 6 (I—II)   |                                            | Мишель Ам-Нондокро Джотодия (1946—) фр. Michel Am-Nondokro Djotodia  | 24 марта 2013    | 18 июля 2013                           | «Селека»                                               | [ комм. 23 ]                                               | президент (самопровозглашён) фр. Président (auto-proclamé)                                                       | [ 22 ] [ 31 ] |
| 6 (I—II)   | 18 июля 2013                               | Мишель Ам-Нондокро Джотодия (1946—) фр. Michel Am-Nondokro Djotodia  | 10 января 2014   | [ комм. 25 ]                           | «Селека»                                               | переходный глава государства фр. Chef d'état de transition | | [ 22 ] [ 31 ] |
| и. о.      |                                            | Александр-Фердинан Нгуенде (1972—) фр. Alexandre-Ferdinand N'Guendet | 10 января 2014   | 23 января 2014                         | Объединение в поддержку республики                     | [ комм. 26 ]                                               | президент Национального переходного совета фр. Président du Conseil national de transition                       | [ 24 ] [ 33 ] |
| 7          |                                            | Катрин Самба-Панза (1954—) фр. Catherine Samba-Panza                 | 23 января 2014   | 30 марта 2016                          | независимая                                            | [ комм. 27 ]                                               | переходный глава государства фр. Chef d'état de transition                                                       | [ 23 ] [ 34 ] |
| 8 (I—II)   |                                            | Фостен-Арканж Туадера (1957—) фр. Faustin-Archange Touadéra          | 30 марта 2016    | действующий                            | Национальная конвергенция «Ква На Ква»                 | 2015 —2016                                                 | президент фр. Président                                                                                          | [ 25 ] [ 35 ] |
|            | Движение объединённых сердец               | Фостен-Арканж Туадера (1957—) фр. Faustin-Archange Touadéra          | 30 марта 2016    | действующий                            |                                                        | 2015 —2016                                                 | президент фр. Président                                                                                          | [ 25 ] [ 35 ] |
| 2020 —2021 |                                            | Фостен-Арканж Туадера (1957—) фр. Faustin-Archange Touadéra          | 30 марта 2016    | действующий                            |                                                        |                                                            | президент фр. Président                                                                                          | [ 25 ] [ 35 ] |